# Михаїл Венков
Михаїл Венков (болг. Михаил Венков, нар. 28 липня 1983, Софія) — болгарський футболіст, захисник клубу «Черно море».
Виступав, зокрема, за клуби «Літекс» та ЦСКА (Софія), а також національну збірну Болгарії.

## Клубна кар'єра
Народився 28 липня 1983 року в місті Софія.
У дорослому футболі дебютував 2001 року виступами за команду клубу «Літекс», в якій протягом двої сезонів взяв участь у 19 матчах чемпіонату. Частину 2014 року провів в оренді у клубі «Беліте орлі», після чого повернувся до «Літекса», за який відіграв ще сім сезонів. 
Протягом 2011—2012 років захищав кольори команди клубу «Локомотив» (Пловдив).
З 2012 року один сезон захищав кольори команди клубу ЦСКА (Софія). 
До складу клубу «Черно море» приєднався 2013 року. Відтоді встиг відіграти за команду з Варни 74 матчі в національному чемпіонаті.

## Виступи за збірну
У 2006 році дебютував в офіційних матчах у складі національної збірної Болгарії. Наразі провів у формі головної команди країни 7 матчів.

## Титули і досягнення
- Чемпіон Болгарії (2):

Литекс: 2009-10, 2010-11
- Володар Кубка Болгарії (2):

Литекс: 2008-09
Черно море: 2014-15
- Володар Суперкубка Болгарії (2):

Литекс: 2010
Черно море: 2015